# Aldrich, Minnesota
Aldrich är en ort i Wadena County i Minnesota. Vid 2020 års folkräkning hade Aldrich 35 invånare.